# Monte Alegre dos Campos

Mapa localizador de la ciudad de Monte Alegre dos Campos en Rio Grande do Sul.

Monte Alegre dos Campos es un municipio brasileño del estado de Rio Grande do Sul.
Se encuentra ubicado a una latitud de 28º40'59" Sur y una longitud de 50º46'58" Oeste, estando a una altitud de 926 metros sobre el nivel del mar. Su población estimada para el año 2004 era de 3.219 habitantes.
Ocupa una superficie de 552,24 km².
- Datos: Q985495
- Multimedia: Monte Alegre dos Campos / Q985495